# خنفساء الروث عديمة الأجنحة
خنفساء الروث عديمة الأجنحة (بالإنجليزية: Flightless dung beetle) واسمها العلمي Circellium bacchus هي نوع نادر من خنافس الروث تعيش في جنوب أفريقيا، وتتميّز بأنها النوع الوحيد من جنسها (Circellium). يلفت هذا النوع الانتباه بكونه غير قادر على الطيران، على عكس معظم أنواع خنافس الروث الأخرى.

## التوزيع والموائل

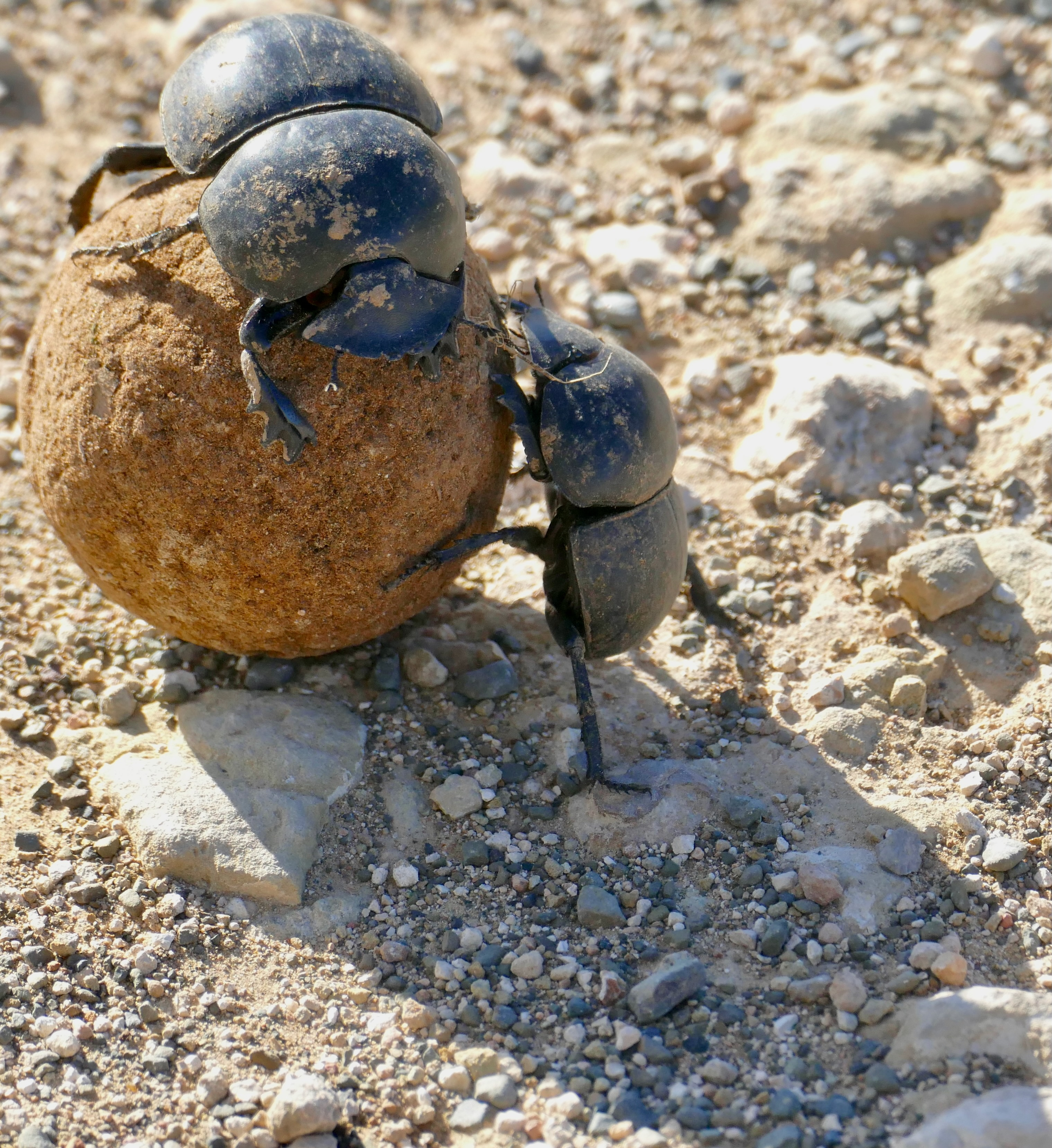

كانت خنفساء الروث عديمة الأجنحة تنتشر في السابق على نطاق واسع في جنوب أفريقيا، لكنها اليوم توجد فقط في بعض المناطق المحدودة، أبرزها:
- حديقة أدّو إليفنت الوطنية (Addo Elephant National Park)
- غابة ألكسندريا
- عدد من المحميات الخاصة في مقاطعة كيب الشرقية

تعتمد هذه الخنفساء في غذائها على روث الحيوانات الكبيرة، وخاصة روث الفيلة، الذي يعدّ أساسيًا لدورة حياتها.

## السمات البيولوجية
تتميّز خنفساء Circellium bacchus بأنها:
- غير قادرة على الطيران، حيث تحوّرت أجنحتها الأمامية لتشكّل غطاءً صلبًا يحمي أعضائها الداخلية من فقدان الرطوبة في البيئات الجافة.
- تتنقّل مشيًا على الأرض لجمع الروث وتشكيله إلى كرات تُستخدم كمصدر غذائي وكمكان لوضع البيوض.
- تعتمد على روث الثدييات الكبيرة، مما يجعل بقاءها مرتبطًا بوجود هذه الحيوانات في موائلها.

## الحفظ
تُصنّف هذه الخنفساء على أنها مهددة بالانقراض بسبب:
- فقدان المواطن الطبيعية
- تراجع أعداد الثدييات الكبيرة التي توفّر لها الروث اللازم
- الأنشطة البشرية مثل الزراعة واستخدام المبيدات